# Lishulong
Lishulong (dal cinese tradizionale: 栗樹龍 cinese semplificato: 栗树龙 Pinyin: Lìshùlóng, il cui nome significa "drago del castagno") è un genere estinto di dinosauro sauropodiforme vissuto nel Giurassico inferiore (Sinemuriano–Toarciano), in quella che oggi è la Formazione Lufeng della Cina. Il genere contiene una singola specie, la specie tipo Lishulong wangi.

## Scoperta e denominazione

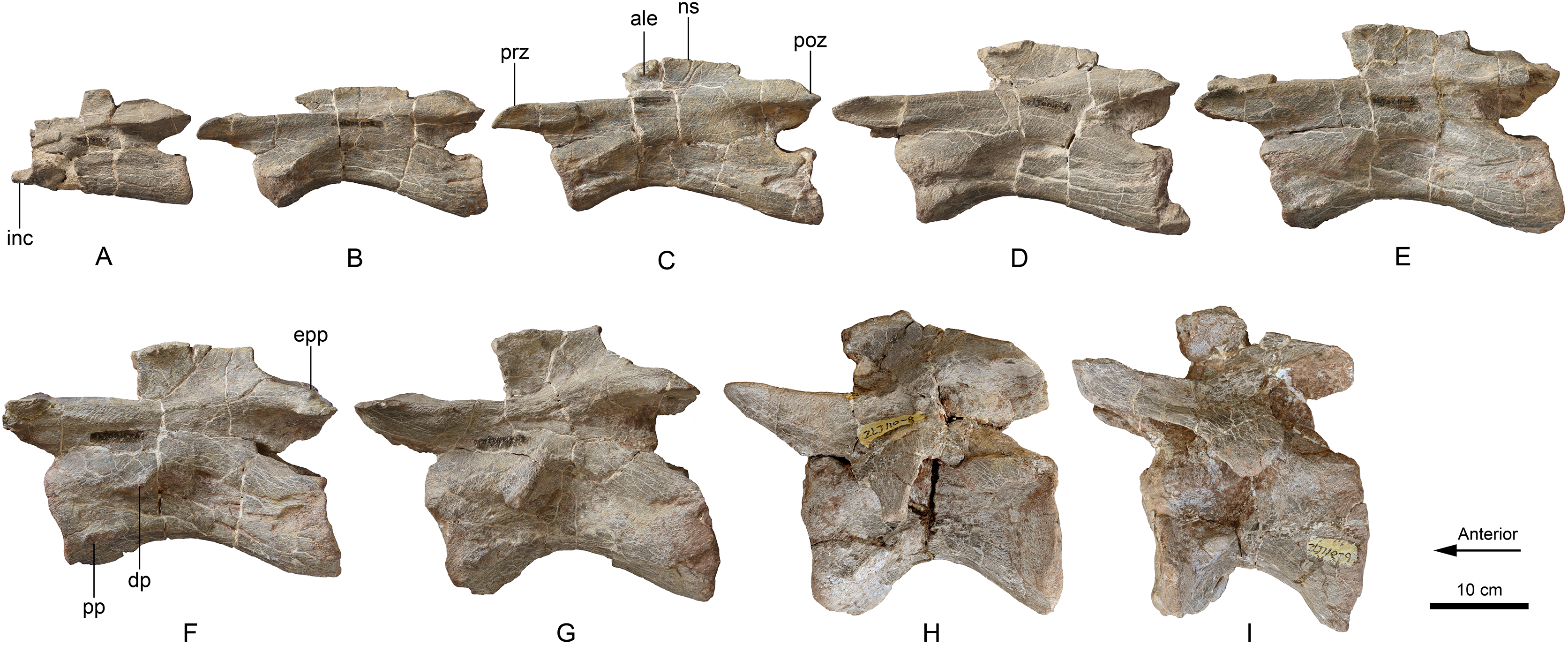
Vertebre cervicali dell'olotipo

L'esemplare olotipo, LFGT-ZLJ0011, venne scoperto nel 2007 nel villaggio di Jiudu nella città di Konglongshan (in precedenza denominata Chuanjie Township), Contea di Lufeng, Provincia dello Yunnan, Cina, in sedimenti appartenenti al membro Shawan della Formazione Lufeng. L'olotipo è costituito da un cranio, una mandibola e nove vertebre cervicali. Sono state scoperte anche parti dello scheletro postcranico, ma sono andate perse durante gli scavi. Dopo la raccolta e la preparazione dell'esemplare, l'esemplare è stato inviato alla Lufeng World Dinosaur Valley per essere esposto. La località tipo è vicina a dove sono stati scoperti i fossili del teropode coelophysoide Panguraptor.
I resti del sauropodomorfo sono stati descritti come appartenenti a un nuovo genere e specie di dinosauro nel 2024. Il nome del genere Lishulong combina le parole cinesi mandarino 栗樹/栗树 (lìshù) che significa "castagno", al nome della località tipo, con 龍/龙 (lóng), che significa "drago". Il nome della specie, wangi, rende omaggio a Wang Zheng-Ju, lo scopritore del Lufengpithecus, per il suo contributo alla paleontologia dei vertebrati nella Contea di Lufeng.

## Descrizione
Con i suoi 40 centimetri di lunghezza, il cranio di Lishulong è più grande di qualsiasi altro sauropodomorfo della Formazione Lufeng. Le vertebre cervicali sono molto grandi e allungate; il centro della prima vertebra cervicale conservata (l'epistrofeo) è lungo 16,3 centimetri, e il centro dell'ultima vertebra cervicale conservata (la decima vertebra consecutiva della serie) è lungo 19,9 centimetri. Anche il correlato Yunnanosaurus youngi conserva le stesse ossa nel collo; il suo epistrofeo è leggermente più piccolo, lungo 13 centimetri, mentre la sua decima cervicale è lunga 17 centimetri. Si stima che Y. youngi avesse una lunghezza corporea di circa 13 metri.

## Classificazione
Zhang et al. (2024) hanno incluso Lishulong in un'analisi filogenetica e hanno scoperto che è un membro dei Sauropodiformes, come taxon gemello di Yunnanosaurus.
|  | Lishulong     |
|  |               |
|  | Yunnanosaurus |
|  |               |

|  | Riojasaurus        |
|  |                    |
|  | Eucnemesaurus spp. |
|  |                    |

|  | Lessemsaurus |
|  |              |
|  | Antetonitrus |
|  |              |

|  | Lishulong     |
|  |               |
|  | Yunnanosaurus |
|  |               |

|  | Riojasaurus        |
|  |                    |
|  | Eucnemesaurus spp. |
|  |                    |

|  | Lessemsaurus |
|  |              |
|  | Antetonitrus |
|  |              |